# Trigonopterus tolitoliensis
Trigonopterus tolitoliensis – gatunek chrząszcza z rodziny ryjkowcowatych i podrodziny krytoryjków.

## Taksonomia
Gatunek ten opisany został po raz pierwszy w 2021 roku przez Radena P. Narakusumo i Alexandra Riedela na łamach „ZooKeys”. Jako miejsce typowe wskazano górę Dako w kabupatenie Tolitoli w indonezyjskiej prowincji Celebes Środkowy. Epitet gatunkowy pochodzi od miejsca typowego.

## Morfologia
Chrząszcz o ciele długości od 2,1 do 3,2 mm, wysklepionym, w zarysie prawie jajowatym ze słabym przewężeniem między przedpleczem a pokrywami, ubarwionym czarno z rdzawymi czułkami i ciemnordzawymi odnóżami. Ryjek samca zaopatrzony jest w listewkę środkową i parę listewek przyśrodkowych. Epistom jest niewyraźny. Powierzchnia przedplecza oprócz linii środkowej jest gęsto punktowana. Pokrywy mają rzędy z małymi punktami; w ósmym rzędzie na barkach obecnych jest sześć punktów grubszych. Wszystkie odnóża mają uda pozbawione ząbków, zaopatrzone w wyraźne listewki przednio-brzuszne. Tylna para odnóży ma na udach przedwierzchołkową łatkę strydulacyjną i karbowaną krawędź tylno-grzbietową. Genitalia samca mają prącie o bokach prawie równoległych i symetrycznym, skąpo oszczecinionym szczycie z prawie kanciastą wypustką pośrodkową. Aparat przenoszący jest Y-kształtny. Przewód wytryskowy nie jest wyposażony bulbus.

## Ekologia i występowanie
Ryjkowiec ten zasiedla górskie lasy. Spotykany jest na rzędnych od 830 do 1250 m n.p.m. Bytuje na listowiu roślinności.
Owad orientalny, endemiczny dla Celebesu, znany tylko z lokalizacji typowej w prowincji Celebes Środkowy.